# Emmanuel Brune
Pour les articles homonymes, voir Brune.
Emmanuel Brune ou Emmanuel-Jules Brune est un architecte français né à Paris le 30 décembre 1836 et mort à Paris le 4 juin 1886.

## Biographie
Il est le fils de Christian Brune, professeur de dessin à l'École polytechnique et d'Aimée Pagès, artiste-peintre. Il est lui-même admis à l'École polytechnique en 1854. Entré à l'École nationale supérieure des beaux-arts en 1858, il est élève de Charles-Auguste Questel et remporte en 1863 le premier grand prix de Rome pour un « projet d'escalier de souverains  ». Pensionnaire à la villa Médicis de 1864 à 1868, il visite Athènes, Constantinople, Damas, la Palestine et l'Égypte. Son envoi de quatrième année est un projet de restauration des Thermes de Dioclétien à Rome qu'il ne peut mener à terme.
Rentré en France, il effectue pour la Commission des monuments historiques un relevé des peintures médiévales de l'église de Vic et du chœur de l'église de Villeneuve-lès-Avignon. Professeur à l'École des beaux-arts en 1871, il laisse un Cours de construction estimé. Architecte de la Compagnie des chemins de fer d'Orléans, il construit plusieurs bâtiments industriels à Aubin dans l'Aveyron, ainsi qu'une très grande école pour les enfants de métallurgistes. Il meurt à Paris en 1886 et est enterré au cimetière du Père-Lachaise,.
L'Académie d'architecture conserve un médaillon le représentant, œuvre du sculpteur Jules Chaplain.

## Principales réalisations
- 1876-1880 : École Jules-Ferry du Gua, à Aubin (Aveyron), inscrite monument historique par arrêté du 5 juin 2002[4].
- 1881-1886 : Bâtiments annexes de l'hôtel de Villeroy, actuel ministère de l'Agriculture, rue de Varenne, Paris 7e arrdt, inscrits monument historique par arrêté du 10 février 1994[5].
- 1884-1886 : hôtel de James Stillman, 19 rue Rembrandt dans le 17e arrondissement de Paris[6].

### Dessins d'architecture
- Porte de parc, graphite, plume, encre noire, aquarelle, H. 51.5; L. 44.5 cm[7]. Paris, Beaux-Arts[8]. Projet pour le concours d'émulations pour l'ENSBA du 5 aout 1862. Ce thème est récurrent et a été donné 4 fois au cours du XIXe siècle.